# Idholms grundet
Idholms grundet är ett skär i Åland (Finland). Det ligger i Skärgårdshavet och i kommunen Vårdö i landskapet Åland, i den sydvästra delen av landet. Ön ligger omkring 30 kilometer öster om Mariehamn och omkring 250 kilometer väster om Helsingfors.
Öns area är 2,1 hektar och dess största längd är 250 meter i nord-sydlig riktning. Trakten är glest befolkad. Närmaste större samhälle är Sund, 19,0 km väster om Idholms grundet.

## Klimat
Inlandsklimat råder i trakten. Årsmedeltemperaturen i trakten är 6 °C. Den varmaste månaden är augusti, då medeltemperaturen är 16 °C, och den kallaste är januari, med −3 °C.